# ژان دماره دو سن‌سورلن
ژان ده‌ماره دو سن‌سورلن (به فرانسوی: Jean Desmarets de Saint-Sorlin) شاعر و نمایش‌نامه نویس قرن شانزدهم میلادی اهل فرانسه است.